# Langchenphu Gewog
Langchenphu Gewog (en dzongkha : གླང་ཅན་ཕུ་) est un gewog (village) du district de Samdrup Jongkhar, au Bhoutan.